# Østerlandsmissionen
Østerlandsmissionen var en dansk missionsvirksomhed, der havde sin arbejdsmark i Syrien, i Qalamoun-distriktet nordøst for Damaskus, med byerne Deir Atiyeh, An Nabk, Karjatèn, Yabrud, Hafar og Sadad som missionsstationer, hvortil Damaskus kom i 1921.
Qalamoun-distriktet er på ca. 2.000 km2 udpræget højland med et for europæere ret usundt klima. Den fastboende befolkning i distriktet ansloges til ca. 150.000; hertil kom så beduinerne, som strejfede om i større og mindre flokke og jævnlig foretog plyndringer og overfald rundt omkring. Sproget var arabisk. Der var store religiøse modsætninger mellem muslimerne, som udgjorde tre fjerdedele af hele befolkningen, på den ene side, og de forskellige indbyrdes uenige og stridende kristne samfund: græsk-ortodokse, syriske og katolske kristne på den anden side.
Blandt de kristne inden for den græsk-ortodokse og den syriske kirke var det lykkedes den katolske kirke at vinde en del tilhængere således, at der blev dannet "unerede" samfund, der anerkendte Roms og pavens overhøjhed, men i øvrigt havde fået lov til at beholde de fleste af deres ejendommeligheder: kirkesprog, ritual, fester og helgener, ja endog gifte præster.
Grunden til, at missionsvirksomheden i første omgang blev rettet mod beduiner, var, at missionærerne opfattede islam som en intolerant religion, der gjorde al missionsvirksomhed vanskelig. Beduinerne blev derimod opfattede som mindre bundne af deres tro, derfor mere åbne og således potentielt mere modtagelige over for kristen mission.
Missionsvirksomheden varede var 1898 til 1964, og samlet blev 59 missionærer udsendt i forbindelse med denne virksomhed.

## Historie

### Baggrund
Den evangeliske mission i disse egne begyndte i begyndelsen af 1800-tallet gennem amerikanske presbyterianeres arbejde. Oprindeligt var det tænkt udelukkende som mission, men man indså snart nødvendigheden af at prøve på at vække liv i de østerlandske kirkesamfund, som muslimerne så ned på med foragt. Forsøg på at fremkalde en reformation inden for disse stødte på hård modstand: de vandt nogle, men i stedet for, at der gennem disse kunne komme nyt liv i de gamle menigheder, blev de tvungne til at forlade deres kirkesamfund og danne små evangeliske menigheder i Qualamoun-distriktet nord for Damaskus. Arbejdet blev fra 1860 overtaget af den irske presbyterianske mission under ledelse af mænd som Dr. Crawford og pastor Stuart Crawford, og efter disse blev arbejdet overtaget af den danske Østerlandsmission den 1. juni 1905.
Initiativtageren til Østerlandsmissionen var Einar Prip. Han var præstesøn fra Svendborg, og var allerede som barn blevet grebet af tanken om at virke som missionær. Under en rejse, som Prip for sit helbreds skyld havde foretaget til Orienten, havde han oplevet en levende interesse for østerlændingene, og efter et møde med den senere lægemissionær i Nordindien, lægen Marie Holst følte han det som et personligt kald at drage ud som missionær. Først rettede han en henvendelse til Det Danske Missionsselskab, men der blev han imidlertid afvist, idet man var betænkelig ved at udsende ham til Indien som følge af det svagelige helbred. Det fik ham dog ikke til at opgive: i stedet tog han kontakt til "Syrisches Waisenhaus", et kristent børnehjem i Jerusalem, og dette tilbød ham en stilling som lærer. Dette blev den direkte anledning til missionens stiftelse.

### Missionens stiftelse
Østerlandsmissionen blev stiftet den 10. marts 1898 ved et møde, som blev afholdt i Svendborg i anledning af pastor Ejnar Prips udrejse til Palæstina. Et udvalg med missionshistorikeren, pastor A.H.V. Sørensen som formand blev dannet ved nævnte møde i Svendborg, repræsenterende de "kredse", der ønskede at stå understøtte Prips arbejde. Da han afrejste, fandtes der allerede 33 støttekredse fordelt over hele Danmark og dette antal voksede hurtigt til 66, ligesom missionsvirksomheden efterhånden fik støtte fra tusinder af enkeltpersoner. Allerede samme år fik han en første kontakt med beduiner, og i et brev hjem skrev han om sit brændende ønske om at missionere blandt dem.
Han fik tilbud om at erhverve en grund i Haifa til opførelse af en ny missionsstation, men valgte at rette opmærksomheden mod det daværende Østjordan (nu Syrien). I 1900 vendte han hjem på et kortere ophold i Danmark, og under dette fik han forbindelse med lægen Rudolf Fox Maule. De aftalte, at denne skulle tilslutte sig missionen. Fox Maule fik ansættelse ved et hospital i Damaskus, og alt tegnede til, at dette ville blive missionens fremtidige base. Det var på daværende tid en forudsætning for lægemission, at missionærerne havde en fast menighed for at blive tolereret af de osmanniske myndigheder. Prip tog derfor kontakt til The Presbytarian Church in Ireland, som ledede et antal mindre protestantiske menigheder nord for Damaskus, og Prip så især muligheder for den fjerneste af disse, i Karjatén, idet denne lå bedst for forbindelser til beduinerne.
Efter at have opholdt sig 4-5 år i Jerusalem, hvor han havde opnået en god og lærerig forberedelse til den senere missionsgerning, bosatte Prip sig derfor i Karjatèn, og den missionsvirksomhed, som kirken hidtil havde haft i dette område, blev i forbindelse hermed overdraget til Prip. Derved fik danskerne også ansvaret for driften af en række skoler og kirker foruden andet administrativt arbejde i forbindelse med en allerede eksisterende menighed af kristne. Danskerne accepterede dette ansvar med begrundelsen, at "Alle de Stationer i de Egne er rigeligt omgivne af Beduiner, og det vil aldrig gaa os af sinde, at det er til Muhammedanerne, vi er sendte." I oktober 1901 var dr. Fox Maule og hans hustru blevet udsendt for at virke i forbindelse med lægemissionens tjeneste på Østerlandsmissionens arbejdsmark, og da Qalamoun-distriktet i 1905 blev overdraget til Østerlandsmissionen, var også de parat til efter en forberedende uddannelsestid i Damaskus at gå ind i et selvstændigt arbejde. Deir Atiyeh blev udset til hovedstation, og her bosatte pastor Prip og dr. Fox Maule sig tillige med sygeplejersken frk. Laursen, der skulle hjælpe til på klinikken. Frk. Svanenskjold, der nogle år forinden var kommet til Syrien, udsendt af "Kvindelige Missions Arbejdere", bosatte sig i An Nabk for derfra at lede skolearbejdet.
I de 5 byer, som de danske fik overdraget: Yabrud, An Nabk, Deir Atiyeh, Hafar og Karjatèn fandtes en beskeden kristen menighed på henved 120 medlemmer, og i alle byer med undtagelse af Hafar fandtes skoler med børn både fra de kristne og fra muslimske hjem. Fem indfødte medarbejdere gik ind under den nye ledelse for arbejdet. I begyndelsen synes lægemissionen at have haft et oprigtigt ønske om opsøgende missionsvirksomhed, men det kunne ikke undgås, at selve beduinmissionen kom noget i baggrunden i forhold til det daglige arbejde med institutioner og de kristne menigheder, og dette blev endnu mere udtalt efter oprettelsen af et stedligt hospital. Det var oprindelig tanken, at hospitalet også kunne fremme kontakten med beduinerne, men reelt var der kun få beduiner blandt de patienter, som hospitalet kom til at behandle.
Til trods det store arbejde, som derved blev lagt hen til Østerlandsmissionen, glemte man dog ikke det, der for Prip havde stået som den store opgave, nemlig også at bringe evangeliet til beduinerne, men det forhold, at de havde deres udgangspunkt i kristne menigheder, gav dem en styrket stilling over for den tyrkiske regering, der ellers var uvenlig stemt over for al missionsvirksomhed. Ofte var der vanskeligheder med de tyrkiske embedsmænd, men også katolikkerne forsøgte at lægge dem hindringer i vejen. Under prædikearbejdet i distriktet blev pastor Prip bistået af indfødte hjælpere. Det sundhedsmæssige lægearbejde kunne overvejende udføres fra Deir Atiyeh, men det lå for langt fra de fjernere liggende byer Hafar og Karjatèn, og dr. Fox Maule foretog derfor jævnlige rejser til disse yderområder.
Både missions- og sundhedsarbejdet havde en vis fremgang: således behandledes i 1906 på klinikken 2.552 patienter, men allerede to år senere var dette tal steget til 7.621, og af disse var 58 % muslimer. Man indså snart, at det var nødvendigt for arbejdet at få bygget et egentligt hospital, hvilket det blev besluttet at opføre i An Nabk, der var distriktets hovedstad og den lokale myndigheds sæde. Forskellige vanskeligheder og de politiske forhold bevirkede imidlertid, at det varede mange år, før denne plan blev realiseret. Et vigtigt skridt for både missions- og lægearbejdet var det, at man fra 1913 fik man ansat en indfødt, kristen læge, dr. Da’ud Katibe i Al Nabk, som læge og evangelist, og at samme år sygeplejersken frk. Lauritsen blev udsendt. Arbejdet på en pigeskole stod overfor den særlige vanskelighed, at det var vanskeligt at skaffe tilstrækkeligt med kvalificerede, indfødte lærerinder. Det var derfor en værdifuld hjælp i skolearbejdet, da man i 1911 fik hjælp i form af cand. mag. Alfred Nielsen, som sammen med sin hustru blev udsendt til missionsmarken.

### Krige og revolutioner, 1908 – 1914
Årene før 1. verdenskrig var en urolig tid i det Osmanniske Rige. Først indtraf ungtyrkernes revolution 1908-09, dernæst krigen mellem Italien og Tyrkiet 1911-12 og endelig 1. Balkankrig, der udbrød i slutningen af 1912. Disse uroligheder og krige mærkedes også i Syrien, og de vanskeliggjorde missionsarbejdet. Det kunne dog fortsættes uden afbrydelse, indtil 1. verdenskrig udbrød 1914, hvilken krig tvang alle missionærerne til at forlade deres gerning og indtil videre at rejse hjem til Danmark.

### Hjælpearbejde, 1919 – 1927
Først i 1919 kunne missionærerne vende tilbage for at deltage i det hjælpearbejde, som blev udført for at hjælpe de mange nødlidende i Syrien, hvor nøden efter krigen var uhyggelig stor. Skolearbejdet kom i gang igen i 1920 under missionærernes ledelse. I 1920 blev åbnet et nyt hospital i An-Nabk. I 1924 skete en betydelig udvidelse af arbejdet, idet man dette år kunne indvie et skolehjem i An Nabk, der både kom til at tjene som bolig for de danske, der havde med skolearbejdet at gøre, og for de syriske lærerinder og elever, der havde deres hjem i andre landsbyer. Lægearbejdet blev fortsat på klinikkerne i An Nabk med en ny, dansk læge, dr. H. Møller, som leder af dette arbejde. I sommeren 1923 blev indsamlet en kvart million kroner i Danmark til opførelsen af en sygeplejeskole, og denne blev indviet den 17. maj 1927.
I slutningen af 1921 flyttede Alfred Nielsen til Damaskus for at begynde et nyt arbejde blandt muslimerne der. Arbejdet er udført ud fra en læsestue, hvor der også holdtes mindre møder. Her havde Østerlandsmissionen set de første frugter af arbejdet blandt muslimerne, idet Abu Ibrahim med familie blev døbt 1925. Arbejdet her var meget vanskeligt på grund af muslimernes modstand og det måtte i 1927 opgive, og Alfred Nielsen og hans hustru måtte forlade byen.
1. verdenskrig havde medført, at Syrien kom under Frankrig som mandatområde, og dette var på mange måder et gode for missionen. I vinteren 1925-26 udbrød imidlertid en opstand, idet druserne rejste sig mod franskmændene. Det blev en tid fuld af uro og spænding for missionærerne, da Kalamun-distriktet var skueplads for mange af kampene. Hen på sommeren lykkedes det imidlertid franskmændene helt at undertrykke oprøret.
Tidlige såkaldte "dialogprojekter" mellem kristne og muslimer var et særligt træk ved Østerlandsmissionen: i 1920-erne skete de med udgangspunkt i en læsestue i Damaskus og gennem fælles bogprojekter mellem missionæren Alfred Nielsen og muslimske teologer, samt ved at missionen bekostede syriske prædikanters ophold ved det vigtigste islamiske universitet, Al-Azhar i Kairo.

### Udvikling
Østerlandsmissionen havde som helhed haft en jævn og rolig udvikling til trods for de omskiftelige tider. Indtil sin død 1911 havde Vilh. Sørensen stået som den myndige og dygtige leder af hjemmekomiteen. Da man, i takt med at arbejdet voksede, følte nødvendigheden af en mere fast organisation, blev der udarbejdet en række regler for missionen ude og hjemme, hvis hovedtanker var følgende: ledelsen på missionsmarken skulle ligge hos missionsrådet, der bestod af 3 medlemmer valgte af missionærerne. Dette råd havde til opgave at føre tilsyn med arbejdet, lede administrationen, ansætte og afskedige de syriske medarbejdere, og det havde medbestemmelsesret, når danske missionærer skulle ansættes og afskediges. En missionærforsamling, som bestod af alle de arbejdende missionærer, skulle samles mindst 4 gange om året til drøftelse af arbejdet og for at vælge medlemmerne til Missionsrådet. Ledelsen i Danmark blev forestået af Hjemlandsudvalget, som bestod af indtil 18 medlemmer, hvoraf mindst halvdelen skulle være lægfolk. Dette udvalg havde det overordnede ansvar for de indsamlede midler, og det afgjorde alle spørgsmål vedrørende det hjemlige arbejde. Det valgte en formand og et forretningsudvalg. På lignende måde som med andre missionsselskaber fandtes der en række "kredse", det vil sige støtteforeninger som åndeligt og økonomisk stod bag ved arbejdet.

### Afslutningen 1946-1964
Efter Syriens selvstændighed i 1946 blev missionærerne efterhånden udsat for forskellige restriktioner, og missionærerne havde svært ved at omstille sig til de nye tider – selvom de også formåede at opdyrke nye aktiviteter som fx nødhjælp i palæstinensiske flygtningelejre. I 1946 blev indført et forbud mod kristendomsundervisning blandt muslimer, der fik missionærerne til at nedlægge skolerne i en periode, og i 1954 besluttede regeringen, at udlændinge ikke måtte lede hospitaler. Samtidig blev missionærerne udsat for voksende kritik fra de lokale kristne, der krævede indflydelse på kirkerne og det sociale arbejde. Det førte i 1960 til en formel overdragelse af Østerlandsmissionens arbejde til Den evangeliske Synode i Syrien og Libanon, og i 1964 trak missionen sig helt ud af arbejdet som konsekvens af en konflikt med den lokale kirkeledelse. Herefter fortsatte Dansk Missionsselskab kontakten men i stigende grad i form af ekstern bistand til de syriske kristne. En stor del af missionens institutioner og bygninger findes imidlertid stadig.

### Missionærer og medarbejdere
Omkring 1920 var missionærernes antal 16 (inkl. hustruer), syriske medarbejderes antal 29 og menighedsmedlemmernes antal ca. 180. Indtægten til arbejdet var ca. 130.000 kr om året.

### Ledelse
Efter pastor Vilh. Sørensen’s død 1911 blev professor H.V. Nyholm valgt til formand og virkede som sådan til begyndelsen af 1927, næstformanden pastor Siegumfeldt overtog da midlertidigt formandshvervet, indtil provst S. Nyholm 1928 overtog formandsposten. Som sekretær virkede pastor Siegumfeldt fra 1898—1920, pastor H. F. Jørgensen fra 1920—24 og endelig pastor Juul-Sørensen fra 1924.